# Mrinal Datta Chaudhuri
Mrinal Datta-Chaudhuri (Srigauri, 4 de enero de 1934-Pune, 19 de mayo de 2015), conocido popularmente como MDC, fue un economista teórico, académico y educador indio. Se desempeñó como profesor de la Escuela de Economía de Delhi. Fue miembro del Instituto de Estudios Avanzados de la Universidad de Princeton. El Gobierno de la India le otorgó el tercer honor civil más alto del Padma Bhushan, en 2005, por sus contribuciones a la literatura y la educación.

## Biografía
Nació el 4 de enero de 1935 en Srigauri, un pequeño pueblo en Assam, Bengala Oriental de la India británica (actual India). Hizo su educación universitaria en Shantiniketan, donde estudió con Amartya Sen, quien más tarde ganó el Premio Nobel de Economía, y Sukhamoy Chakraborty. Completó su educación de posgrado en el Presidency College de Calcuta. Recibió una beca totalmente remunerada para realizar sus estudios de doctorado en el Instituto Tecnológico de Massachusetts, y estudió bajo la dirección de Paul Samuelson, el primer Premio Nobel de Economía estadounidense que más tarde fue descrito por el New York Times como el economista académico más destacado del siglo XX. Su paso por MIT le dio la oportunidad de estudiar con ganadores del Premio Nobel como Robert Solow, Franco Modigliani y Kenneth Arrow y relacionarse con Joseph Stiglitz y George Akerlof, quienes también ganarían el Premio Nobel más tarde.
Obtuvo su doctorado en economía en 1966 y regresó a la India el mismo año para comenzar su carrera en el Instituto de Estadística de la India para trabajar durante los dos años siguientes allí, así como en la Universidad de Jadavpur. Se mudó a la Escuela de Economía de Delhi en 1968, supuestamente por invitación de KN Raj, el autor del capítulo introductorio del primer Plan Quinquenal de la India, como profesor de Economía y trabajó allí hasta su jubilación en 1999. Durante este período se desempeñó como Jefe del Departamento de Economía de 1974 a 1977 y como director de la institución de 1986 a 1991. También se desempeñó como profesor visitante en la Universidad de California en Berkeley, la Universidad de Minnesota y la Universidad de Harvard.
Fue miembro del Instituto de Estudios Avanzados de Princeton, y se le atribuyen varios artículos, entre ellos, fallas del mercado y fallas del gobierno publicados en el Journal of Economic Perspectives (1990) y contribuciones a textos como el capítulo de 75 páginas sobre Modelos de planificación interindustrial para una economía multirregional en el libro Modelos económicos y planificación del desarrollo. Coescribió un libro, Experiencias y perspectivas de desarrollo regional en el sur y el sudeste de Asia junto a Louis Lefeber y editó otro, Desarrollo y cambio: ensayos en honor a KN Raj. Tuvo una estrecha asociación con Manmohan Singh y cuando este último fue elegido ministro de Finanzas de la India en 1991 durante la crisis económica, Datta-Chaudhuri lo ayudó en la formulación de muchas decisiones políticas y siguió siendo miembro del grupo de expertos no oficial durante el mandato de Singh como ministro de Finanzas y más tarde primer ministro. El Gobierno de la India le otorgó el honor civil de Padma Bhushan en 2005.
Hacia los últimos días de su vida, padeció una enfermedad pulmonar obstructiva crónica y se mudó a Pune para quedarse con su hermano, el malayo, Dutta Choudhury. Falleció, a los 82 años, el 19 de mayo de 2015, debido a un paro cardíaco, en la residencia de su hermano, le sobreviven dos hijos de su segundo matrimonio, Timir Datta-Chaudhuri y Mihir Datta-Chaudhuri, su primera esposa había fallecido antes que él.

## Otras lecturas
- Mrinal Datta-Chaudhuri (4 de marzo de 2002). «An eye for economy». Book Review — Glimpses of Indian Economic Policy By I.G. Patel. India Today. Consultado el 4 de junio de 2016.
- Mrinal Datta-Chaudhuri (1990). «Market Failure and Government Failure». Journal of Economic Perspectives 4 (3): 25-39. doi:10.1257/jep.4.3.25.
- Mrinal Datta -Chaudhuri (October 1966). «The New Export Subsidy Scheme-A Note». Economic and Political Weekly 1 (9).